# It's My Life (canção de Dr. Alban)
"It's My Life" é uma canção do cantor sueco-nigeriano Dr. Alban. Foi lançada em abril de 1992 como o primeiro single de seu segundo álbum de estúdio, One Love. A música foi um hit na maioria dos países europeus onde foi lançada, atingindo o número 1 em mais de 8 países (Suécia, Áustria, Alemanha, Itália, Países Baixos e Bélgica). Na França, a música foi comercializada duas vezes: primeiro em 1992 e depois em 1993, porque a música foi usada em um anúncio de TV para Tampax Tampons (como foi no Reino Unido e outros países da Europa em 1992), dando assim o single a uma carreira. De acordo com o site Infodisc, cerca de 91 mil cópias do single foram vendidas na França. "It's My Live" foi relançada em 1994 na Austrália, seguindo o sucesso de "Sing Hallelujah".

## Crítica
A revista Billboard escreveu sobre a música: "Rapper europeu/torradeira já foi anunciado para seus estúpidos laços de dancehall. Desta vez, no entanto, ele pretende que a aprovação convencional seja como uma joia de um atolamento que saque cuidadosamente a linha dividindo setores de alta qualidade e raivos. Os cães anti-smiéticos são colocados dentro de um IVA percoplante de teclado e efeitos de percussão que vão chutar durante os conjuntos de picos de pés."

## Faixas

### CD single
1. "It's My Life" (Radio Edit) — 4:00
2. "It's My Life" (Club Edit) — 4:07

### CD maxi
1. "It's My Life" (Radio Edit) — 4:00
2. "It's My Life" (Extended) — 7:43
3. "It's My Life" (Extended Radio) — 7:03

## Desempenho nas tabelas musicais

### Tabela musical
| Tabela musical (1992/93)                | Posição de pico |
| --------------------------------------- | --------------- |
| Austrália - (ARIA)                      | 97              |
| Áustria - (Ö3 Austria Top 40)           | 1               |
| Bélgica - (Ultratop 50 Flanders)        | 1               |
| Canadá - (RPM)                          | 2               |
| Dinamarca - (IFPI)                      | 3               |
| Estados Unidos - (Billboard Hot 100)    | 88              |
| Europa - (Eurochart Hot 100)            | 1               |
| França - (SNEP)                         | 13              |
| Itália - (Musica e Dischi)              | 1               |
| Noruega - (VG-lista)                    | 6               |
| Nova Zelândia - (Recorded Music NZ)     | 49              |
| Países Baixos - (Dutch Top 40)          | 1               |
| Países Baixos - (Single Top 100)        | 1               |
| Reino Unido - (Official Charts Company) | 2               |
| Suécia - (Sverigetopplistan)            | 1               |
| Suíça - (Schweizer Hitparade)           | 2               |

### Chart de final de ano
| Tabela musical (1992)               | Posição de pico |
| ----------------------------------- | --------------- |
| Alemanha - (Official German Charts) | 2               |
| Áustria - (Ö3 Austria Top 40)       | 1               |
| Países Baixos - (Dutch Top 40)      | 2               |
| Suíça - (Schweizer Hitparade)       | 1               |

## Ligações Externas
- "Vídeoclipe oficial" no YouTube